# Zenillia quadrisetosa
Zenillia quadrisetosa là một loài ruồi trong họ Tachinidae.